# 跋涉
《跋涉》，是1933年10月，萧红与萧军合著的小说散文集。

## 历史
作品付梓后，朋友舒群等人资助，自费在哈尔滨出版。萧红署名悄吟，萧军署名三郎。因为作品中有大量涉及反对满洲国的内容，因此被当局定为禁书。两人也因此书在鲁迅的保护下，搭乘日本货船来到了上海，住在大陆新村。